# 速水謙
速水 謙（はやみ けん、1956年1月17日 - ）は、日本の応用数学者、数理工学者。東京都出身。国立情報学研究所名誉教授。総合研究大学院大学名誉教授。専門は数値解析と数理工学。主な研究テーマは、数値線形代数、逆問題、反復法、最小二乗法、特異値、GMRES法、クリロフ部分空間など。
父は元日本銀行総裁の速水優。妹は文化人類学者の速水洋子。母方の祖父は日商創業者の永井幸太郎。元三菱レイヨン社長の永井弥太郎は伯父（母の兄）。経済学者の三野和雄は義弟（妹の夫）。

## 経歴
大分大学教育学部附属中学校、ミル・ヒル・スクール（イギリス・ロンドン）を経て、私立武蔵高校を卒業後、東京大学理科一類に入学。東京大学工学部計数工学科に進学。東京大学大学院工学系研究科計数工学専攻修士課程を修了後、NECに入社。その後、1993年から東京大学工学部計数工学科の助教授となり、2001年より国立情報学研究所情報学基礎研究系教授となる。
1993年、東京大学より博士（工学）の学位を取得。論文の題は「Numerical Quadratures for Nearly Singular Integrals in the Three Dimensional Boundary Element Method(3次元境界要素法における近特異積分の数値積分法の研究)」。

## 主要な研究
- 特異な連立一次方程式と最小二乗問題の反復法を利用した解法とその理論に関する研究(伊藤徳史・Jun-Feng YINとの共同研究)
- MEG逆問題の数値的解法に関する研究（石井政行・奈良高明との共同研究）

## 共同研究者

### 殷俊鋒（Jun-Feng YIN）
博士（計算数学）。中国科学院数学与系統科学研究院。北京大学数学科学学院卒。

### 石井政行
国立情報学研究所。総合研究大学院大学情報学専攻。元情報数理研究所。京都大学大学院理学研究科修了。

### 奈良高明
工学博士。東京大学情報理工学系研究科システム情報学専攻准教授。元国立情報学研究所。東京大学工学部計数工学科卒。東京大学大学院工学系研究科先端学際工学専攻修了。